# 波利娜·库德梅托娃
波利娜·爱德华多芙娜·库德梅托娃（俄语：Полина Эдуардовна Кудерметова，羅馬化：Polina Eduardovna Kudermetova，2003年6月4日—），俄罗斯女子网球运动员。
截至2024年10月，库德梅托娃在ITF女子世界网球巡回赛有9个单打和2个双打冠军。

## 个人生活
库德梅托娃的父亲是爱德华·库德梅托夫，是俄罗斯国家冰球冠军。她的姐姐韦罗妮卡也是一名网球运动员，曾进入WTA世界排名前十。

## 职业生涯
库德梅托娃在2023年首次晋级大满贯赛事，她通过资格赛进入到2023年澳大利亚网球公开赛女子单打正赛，但是在首轮输给了本土外卡选手奥利维娅·盖德茨基。
在2023年韩国网球公开赛（WTA250）上，她击败了赛会6号种子阿莉西娅·帕克斯和卡辛卡·冯·戴希曼进入了四分之一决赛。在第二年韩国公开赛升级为WTA500赛事后她以幸运落败者的身份晋级正赛并在首轮击败了澳大利亚资格赛选手韩天遇赢下WTA500赛事首胜，次轮击败了叶卡捷琳娜·亚历山德罗娃首次进入WTA500赛八强。